# Гра дзеркал
«Гра дзеркал» (англ. They Do It With Mirrors) — детективний роман англійської письменниці Агати Крісті, вперше опублікований у США видавництвом «Dodd, Mead and Company» в 1952 році під назвою «Murder with Mirrors», і у Великій Британії в тому ж році видавництвом «Collins Crime Club» під оригінальною назвою. Роман розповідає про чергове розслідування міс Марпл.

## Сюжет
Роман починається з розмови міс Джейн Марпл з давньою подругою Рут Ван Рейдок. Міс Марпл, Рут і її сестра Керрі-Луїза колись разом вчилися в Італії. Рут ділиться своїми відчуттями, неначе щось нехороше відбувається в стародавньому вікторіанському особняку Стоунгейтс, де живе сестра Рут, Керрі-Луїза зі своїм чоловіком Льюїсом Сераколдом. Пояснити причин хвилювання вона не може, але побоюється, що Керрі-Луїзі може загрожувати небезпека. Рут просить міс Марпл відвідати сестру й з'ясувати, що відбувається.
Керрі-Луїза радо приймає Джейн у своєму домі. Попри те, що Стоунгейтс належить Керрі-Луїзі, усім заправляє її чоловік Льюїс, який є її третім чоловіком. У будинку живуть малолітні злочинці, якими опікується чоловік Керрі-Луїзи. Крім того, в домі живуть й гостюють інші родичі: її дочка від першого шлюбу Мілдред Стріт, Джина Хад, дочка Піпи, прийомної дочки Керрі-Луїзи, померлої під час пологів, зі своїм чоловіком — американцем Волтером Хадом, а також Стівен та Алекс Рестаріки — пасинки Керрі-Луїзи від другого шлюбу.
Родина та гості збираються за обідом, серед інших — Едгар Лоусон, підопічний і секретар Льюїса, а також Крістіан Гульбрандсен, син першого чоловіка Керрі-Луїзи. Після обіду частина гостей збирається у великому залі, інші розходяться по будинку. Міс Марпл та інші гості стають свідками сварки між Лоусоном і Льюїсом, яка відбувається за зачиненими дверима в кабінеті останнього. Вони навіть чують два постріли, але врешті обидва з'являються неушкодженими, і Льюїс запевняє, що не сталося нічого серйозного. Та тієї ж ночі в маєтку відбувається вбивство, — мертвим знайдено Крістіана Гульбрандсена.

## Екранізації
- «Вбивство з дзеркалами» — британсько-американський телефільм 1985 року. У ролі міс Марпл — Гелен Гейс, у ролі Керрі-Луїзи — Бетті Девіс.
- Роман також було екранізовано 1991 року у рамках британського серіалу «Міс Марпл» каналу BBC, з Джоан Гіксон у головній ролі. У ролі Керрі-Луїзи — Джин Сіммонс.
- У рамках іншого британського серіалу «Міс Марпл Агати Крісті» теж було відзнято повнометражний телефільм (2009). У ролі міс Марпл Джулія Маккензі, у ролі Рут Ван Рейдок — Джоан Коллінз.
- На французькому телебаченні 2013 року вийшов телефільм «Ігри з дзеркалами» (Jeux de glaces) — епізод серіалу «Загадкові вбивства Агати Крісті». Міс Марпл у фільмі відсутня, замість неї розслідування проводить журналістка Аліса Авріль у виконанні Бландін Беллавуар.